# Sandviken, Botkyrka kommun
Sandviken är ett fritidshusområde vid Skanssundet, den sydligaste punkten i Botkyrka kommun. Området omfattade 2010 160 fritidshus över 32 hektar. SCB har avgränsat ett fritidshusområde här sedan år 2000 då begreppet infördes.